# Malta op de Olympische Zomerspelen 1988
Malta nam deel aan de Olympische Zomerspelen 1988 in Seoel, Zuid-Korea. Ook de negende olympische deelname bleef zonder medailles.

## Deelnemers en resultaten

### Boogschieten
| Olympiër     | Discipline      | Resultaat | Prestatie                              |
| ------------ | --------------- | --------- | -------------------------------------- |
| Joanna Agius | individueel (v) | 58e       | plaatsingsronde: 58ste met 1121 punten |

### Judo
| Olympiër         | Discipline | Resultaat | Prestatie                                           |
| ---------------- | ---------- | --------- | --------------------------------------------------- |
| Stephen Farrugia | -65kg (m)  | 20e       | 1ste ronde: vrij 2de ronde: V van AUT Reiter: ippon |
| Jason Trevisan   | -71kg (m)  | 33e       | 1ste ronde: V van CHN Xiong: ippon                  |

### Worstelen
| Olympiër            | Discipline            | Resultaat | Prestatie                                               |
| ------------------- | --------------------- | --------- | ------------------------------------------------------- |
| Jesmond Giordemaina | -57kg vrije stijl (m) | 19e       | groep B: 10de V van KOR Noh: 0-4 V van MEX Olvera: 1-3  |
| Paul Farrugia       | -62kg vrije stijl (m) | 25e       | groep B: 13de V van IRI Fallah: 0-4 V van SUI Küng: 0-4 |

### Zeilen
| Olympiër              | Discipline     | Resultaat | Prestatie                            |
| --------------------- | -------------- | --------- | ------------------------------------ |
| Jean-Paul Fleri Soler | divisie II (m) | 35e       | 246 punten: (32-29-31-34-DNF-38-DNF) |

Afghanistan · Algerije · Amerikaanse Maagdeneilanden · Amerikaans-Samoa · Andorra · Angola · Antigua en Barbuda · Argentinië · Aruba · Australië · Bahama’s · Bahrein · Bangladesh · Barbados · België · Belize · Benin · Bermuda · Bhutan · Birma · Bolivia · Bondsrepubliek Duitsland · Botswana · Brazilië · Britse Maagdeneilanden · Brunei · Bulgarije · Burkina Faso · Canada · Centraal-Afrikaanse Republiek · Chili · China · Chinees Taipei · Colombia · Congo-Brazzaville · Cookeilanden · Costa Rica · Cyprus · Denemarken · Djibouti · Dominicaanse Republiek · Duitse Democratische Republiek · Ecuador · Egypte · El Salvador · Equatoriaal-Guinea · Fiji · Filipijnen · Finland · Frankrijk · Gabon · Gambia · Ghana · Grenada · Griekenland · Groot-Brittannië · Guam · Guatemala · Guinee · Guyana · Haïti · Honduras · Hongarije · Hongkong · Ierland · IJsland · India · Indonesië · Irak · Iran · Israël · Italië · Ivoorkust · Jamaica · Japan · Joegoslavië · Jordanië · Kaaimaneilanden · Kameroen · Kenia · Koeweit · Laos · Lesotho · Libanon · Liberia · Libië · Liechtenstein · Luxemburg · Malawi · Malediven · Maleisië · Mali · Malta · Marokko · Mauritanië · Mauritius · Mexico · Monaco · Mongolië · Mozambique · Nederland · Nederlandse Antillen · Nepal · Nieuw-Zeeland · Niger · Nigeria · Noord-Jemen · Noorwegen · Oeganda · Oman · Oostenrijk · Pakistan · Panama · Papoea-Nieuw-Guinea · Paraguay · Peru · Polen · Portugal · Puerto Rico · Qatar · Roemenië · Rwanda · Saint Vincent en de Grenadines · Salomonseilanden · Samoa · San Marino · Saoedi-Arabië · Senegal · Sierra Leone · Singapore · Soedan · Somalië · Sovjet-Unie · Spanje · Sri Lanka · Suriname · Swaziland · Syrië · Tanzania · Thailand · Togo · Tonga · Trinidad en Tobago · Tsjaad · Tsjecho-Slowakije · Tunesië · Turkije · Uruguay · Vanuatu · Venezuela · Verenigde Arabische Emiraten · Verenigde Staten · Vietnam · Zaïre · Zambia · Zimbabwe · Zuid-Jemen · Zuid-Korea · Zweden · Zwitserland